# On ne vit pas sans se dire adieu
Singles de Mireille Mathieu
Un million d'enfants
(1975) Addio
(1975)
On ne vit pas sans se dire adieu est une chanson interprétée par la chanteuse française Mireille Mathieu sorti en 1975 sur le 36e 45 tours français de la chanteuse et publiée chez Philips. Le 45 tours s'est écoulé à plus de 150 000 exemplaires en 1975.

## Crédits du 45 tours
Mireille est accompagnée par : 
- le grand orchestre de Gabriel Yared pour On ne vit pas sans se dire adieu et Fais-moi danser[3].

La photo de la pochette est de Alain Marouani.

## Reprises
Cette chanson est une adaptation française du titre du chanteur italien Zacar qui à l'origine s'appelait Soleado et qui datait de 1972. Par la suite, elle sera reprise en allemand sous le titre Tränen lügen nicht en 1974 par le chanteur allemand Michael Holm mais aussi en anglais par le chanteur américain Johnny Mathis sous le titre A child is born. En 1974 le chanteur espagnol Manolo Otero la chante sous le titre "Todo el tiempo del mundo".
Le goupe "Il Divo" reprendra la version anglaise "When a child is born". 
Elle est de nouveau interprétée en allemand en 2024 par le groupe de metal industriel Eisbrecher .

## Publication dans le monde
Le 45 tours connaîtra plusieurs publications dans différents pays du monde :
| Pays      | Maison de disques                    | Date de sortie |
| --------- | ------------------------------------ | -------------- |
| France    | Philips (Référence Philips 6009 719) | 1975           |
| Allemagne | Ariola (Référence Ariola 13 995 AT)  | 1975           |
| Espagne   | Ariola (Référence Ariola 13995 A)    | 1975           |

## Classements
| Pays     | Meilleure position | Certification | Ventes  |
| -------- | ------------------ | ------------- | ------- |
| France   | 10                 |               | 150 000 |
| Finlande | 12                 |               |         |

## Principaux supports discographiques
On ne vit pas sans se dire adieu se retrouve pour la première fois sur le 36e 45 tours français du même nom de la chanteuse sorti en 1975 chez Philips avec ce titre en face A et Fais-moi danser en face B . Elle se retrouvera ensuite sur de nombreuses compilations par la suite comme sur la triple compilation Platinum Collection publiée en 2005 mais aussi sur la triple compilation publiée en 2014, Une vie d'amour.